# شعارية فليبينية
الشعارية الفليبينية (بالإنجليزية: Capillaria philippinensis)‏ هي دودة أسطوانية تسبب داء الشعاريات. هذا المرض القاتل في بعض الأحيان اٍكتشف لأول مرة في لوزون الشمالية بالفلبين عام 1964. سجلت حالات في الصين، مصر، أندونيسيا، اٍيران، اليابان، كوريا، تايوان وتايلند. الحالات التي تم تشخيصها في إيطاليا وإسبانيا يعتقد أنها اٍكتسبة في الخارج، مع حالة واحدة ربما في كولومبيا.